# بوکاس تاون
بوکاس تاون (به اسپانیایی: Bocas del Toro) یک منطقهٔ مسکونی در پاناما است که در Bocas del Toro District واقع شده‌است. بوکاس تاون ۷٬۳۶۶ نفر جمعیت دارد و ۱۰ متر بالاتر از سطح دریا واقع شده‌است.

## خواهرخوانده
شهر نوک (گرینلند) خواهرخواندهٔ بوکاس تاون هست.